# 半岛会战
半岛会战 （英語：Peninsular Campaign）美国南北战争时期一次于1862年3月至7月間由联邦军少将乔治·B·麦克莱伦组织的东线攻势。这是东部战区的第一次大规模攻势，也是一次针对北弗吉尼亚联盟军的水陆共同作战行动，目的是攻占联盟国首都里士满。麦克莱伦最初在同样谨慎的约瑟夫·约翰斯顿将军面前取得了成功。但更具侵略性的罗伯特·E·李将军的出现开始了七日战役，将战事演变成了一场联邦军的耻辱性的失败。